# Frisisme
Een frisisme is een barbarisme dat gevormd is naar voorbeeld van het Fries.

## Lexicalefrisismen in hetNederlands
| Frisisme                       | Betekenis                            |
| ------------------------------ | ------------------------------------ |
| aankomen                       | langskomen                           |
| aanmaken                       | opschieten                           |
| aanwillen; het wil me niet aan | ik geloof het niet                   |
| met zin                        | met opzet                            |
| anders geen mogelijkheid       | geen andere mogelijkheid             |
| asvat                          | prullenbak, vuilnisvat               |
| begroten; het begroot me dat   | jammer vinden                        |
| erover kunnen                  | ertegen kunnen                       |
| mogen                          | lusten (ook een germanisme)          |
| onder                          | beneden                              |
| over (Leeuwarden) gaan         | via (Leeuwarden) gaan                |
| ongelijk                       | verschillend                         |
| praten van een taal            | spreken van een taal                 |
| waar kom je weg?               | waar kom je vandaan?                 |
| ik heb mijn nocht              | ik heb er genoeg van                 |
| wat komt er voor de televisie? | wat komt er op televisie?            |
| televisie zien                 | televisiekijken (ook een germanisme) |
| zien naar                      | kijken naar                          |
| afvallen                       | tegenvallen                          |
| uit van huis gaan              | gaan logeren                         |
| om drinken gaan                | wat te drinken halen                 |
| thee ingieten                  | thee inschenken                      |
| pan                            | schotel, bord                        |
| ik wist niet als...            | ik wist niet dat...                  |
| sneupen                        | snuffelen, met name in winkels       |
| op bed gaan                    | naar bed gaan                        |
| van bed af gaan                | uit bed gaan                         |
| beurs                          | portemonnee                          |
| neef/mug                       | mug/vlieg                            |
| ergens wijs mee zijn           | blij mee/trots op zijn               |
| aan tijd hebben                | de tijd ervoor hebben                |
| zien                           | ziet u                               |
| netjeser                       | netter                               |
| opfietsen                      | samen ergens naartoe fietsen         |
| het spoelt                     | het regent erg hard                  |
| het is net of ben je erbij     | het is net of je erbij bent          |
| hemelen                        | schoonmaken                          |
| wegnemen                       | kopen, halen                         |
| op sprong en stuit             | op stel en sprong                    |
| best                           | dat is goed                          |
In Bokwerder Belang, een wekelijks verschijnend cursiefje dat tussen oktober 1970 en april 1992 wekelijks in de Leeuwarder Courant stond, gebruikte Rink van der Velde 'met zin' zo veel mogelijk frisismen.

## Syntactischefrisismen in het Nederlands
Weglaten van de te + infinitief na om. Voorbeelden:
- Ik heb zin om naar Frankrijk. (Ik heb zin om naar Frankrijk te gaan.)
- Het is misschien wel leuk om er even heen. (Het is misschien wel leuk om er even heen te gaan.)

Onjuiste invoeging van 'te' voor een infinitief bij de absentief. Voorbeelden:
- We gaan te kamperen. (We gaan kamperen.)
- Ik was te varen. (Ik was aan het varen.)